# Maestro de las metopas

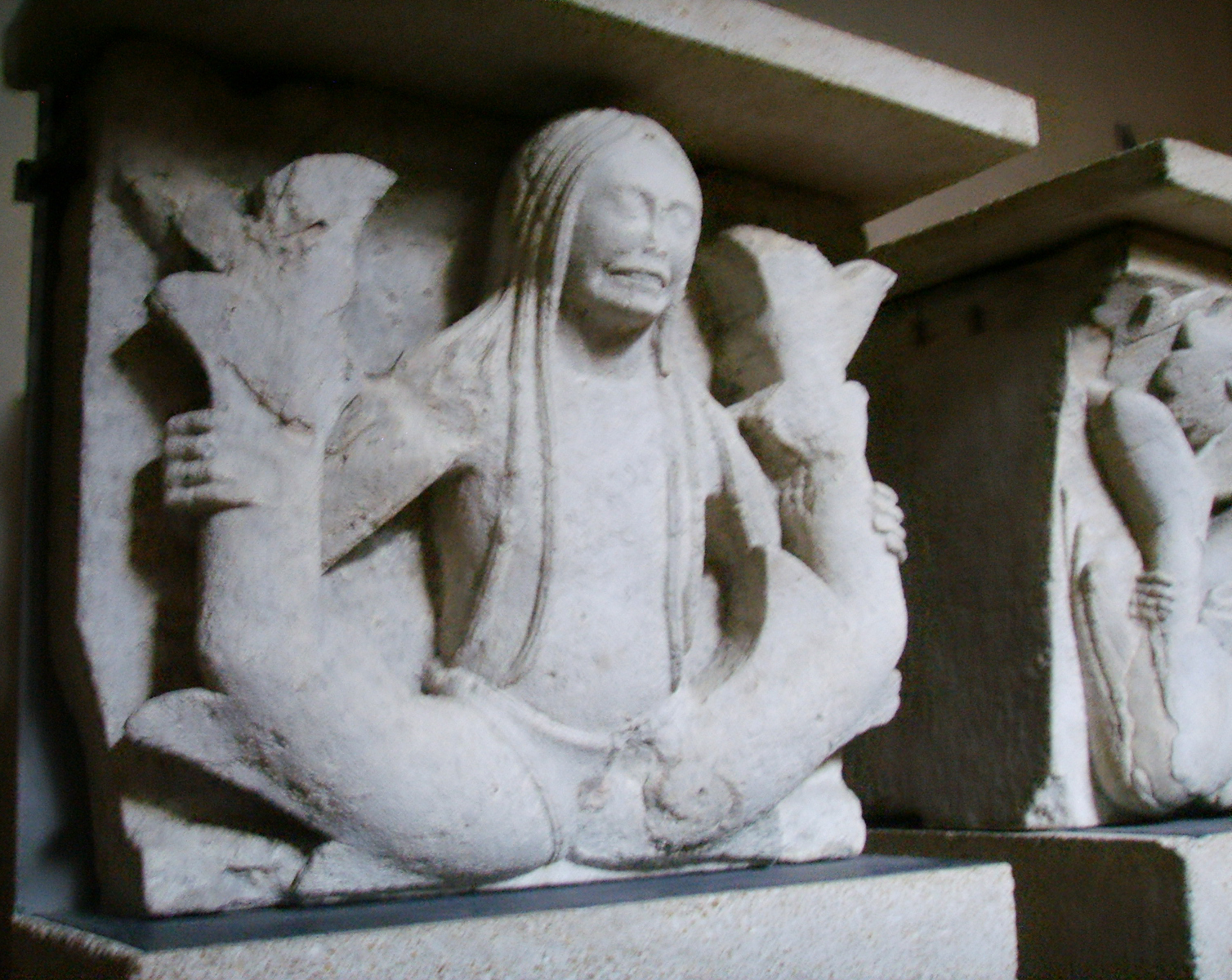
La Sirena de dos colas

El maestro de las metopas fue un escultor anónimo italiano que realizó sus trabajos durante el primer cuarto del siglo XII. Realizó las metopas de la Catedral de Módena aunque en 1950 fueron trasladadas al museo de la catedral y sustituidas por copias.
Es probable que fuera alumno de Wiligelmo aunque conocía también las esculturas del período que se realizaban en Bolonia.

## Las metopas
Las metopas, usadas para decorar las terminaciones de los cuatro contrafuertes de la nave, fueron realizadas durante la primera fase de la construcción de la catedral y se caracterizan por la fineza de la ejecución y por los temas. Se aprecian representaciones fantásticas de los pueblos más remotos que esperan todavía el mensaje cristiano. Se caracteriza por esculpir elementos de gran minuciosidad y finura, con temas derivados de la escultura borgoñona, por sus grabados en marfil y por su orfebrería.
Las ocho metopas representan:
1. El hermafrodito o la Potta di Modena
2. El hombre de cabellos largos
3. La sirena de dos colas
4. La gran muchacha
5. La muchacha y el tercer brazo
6. Las antípodas
7. El adolescente con el dragón